# Геология Азербайджана

Топографическая карта Азербайджана.

Геология Азербайджана — геологическое строение территории Азербайджана.

## Геологическое строение
Азербайджан находится в Альпийском складочатом поясе. Осадочные отложения, охватывающие юго-западные части Большого и Малого Кавказа, включая устье реки Куры и Каспийский бассейн, состоят из разнообразных флексорных систем. Толщина земной коры в Азербайджане изменяется по диапазону от 38 до 55 км. Её максимальная толщина наблюдается на Малом Кавказе, в то время как его минимальная толщина типична для предгорий Талыша. Геологическая обстановка области состоит из осадочных, вулканическо-осадочных, вулканических и земных отложений, охватывающих почти весь стратиграфический диапазон, начинающийся с криптозоя и заканчивающийся голоценом.

## Полезные ископаемые
Азербайджан богат горючими и нерудными полезными ископаемыми. Нерудные полезные ископаемые распространены главным образом в гористых территориях Большого и Малого Кавказа, Ископаемое топливо на равнинных территориях и в Южном Каспийском бассейне. Именно это вызвало развитие рудной промышленности на западе страны и нефтегазовой на востоке(см.Бакинский нефтегазоносный район).

### Горючие ископаемые
Ресурсы ископаемого топлива в Азербайджане представлены нефтью, газом, битуминозным сланцем, торфом и т. д., нефтяная промышленность — самый важный сектор азербайджанской экономики. Нефть в Азербайджане добывается на суше и в Каспийском море. Азербайджан (в частности Апшерон) упоминается как самая древняя нефтедобывающая область в мире. Уже в VII-VI веках до н. э. добывалась нефть на п-ове Апшерон и продавалась в другие страны. На 1985 год в Азербайджане было добыто до 1,2 млрд тонн сырой нефти.

### Прочие природные ресурсы
Гематит и руды встречаются в Азербайджане в четырёх видах: в виде магмы, скарна, а также в виде термально-метасоматических и осадочных отложений.
Подземные воды являются одним из самых важных природных ресурсов Азербайджана. Из-за различий в химическом составе, они относятся к разным типам, таким как техническая вода, питьевая, медицинская, и вода, используемая в различных промышленных отраслях.

## Грязевые вулканы

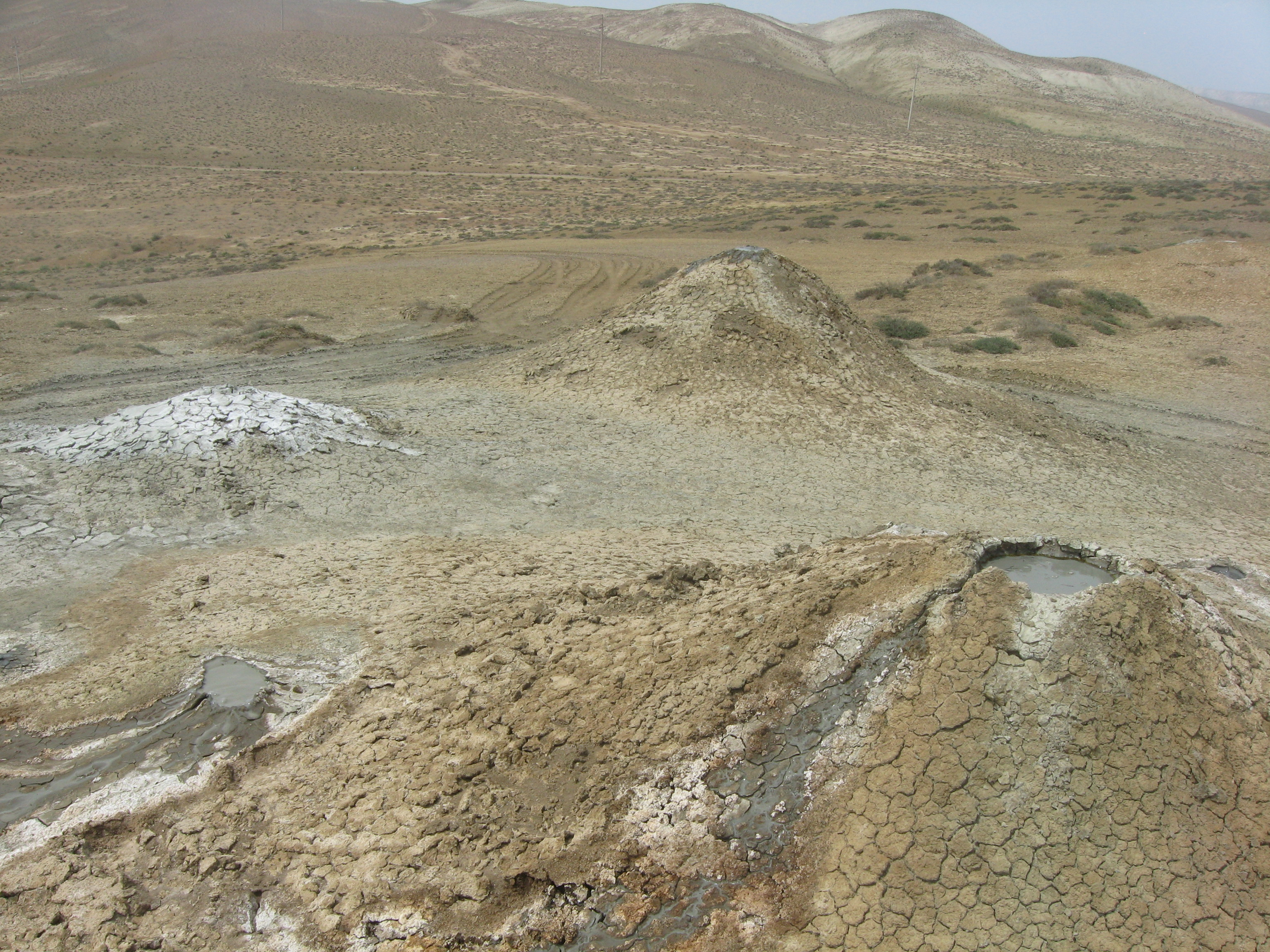
Грязевые вулканы Азербайджана

По количеству грязевых вулканов Азербайджан занимает первое место в мире. В Азербайджанской Республике имеется около 350 из 800 грязевых вулканов. Наряду с географическим термином — «грязевые вулканы», в народе их называют и как янардаг (горящая гора), пильпиля (терраса), гайнача (кипяток), боздаг (серая гора).
Грязевые вулканы по происхождению связаны с нефтегазовыми месторождениями. На участках грязевых вулканов обнаружены богатые месторождения газоконденсата и нефти (Локбатан, Гарадаг, Нефтяные Камни, Мишовдаг и др.). Кроме того лаву, грязь и жидкость, которую извергают грязевые вулканы, используют в качестве сырья для химической и строительной промышленности, а также для фармакологии. Геологи НАСА, изучившие природу Марса, сделали вывод о том, что грязевые вулканы Азербайджана схожи по своему строению с возвышенностями красной планеты.
На международном конкурсе швейцарской некоммерческой организации «Семи чудес природы» грязевые вулканы Азербайджана заняли 5 место.

## Сейсмичность
Первая сейсмологическая станция в Азербайджане была основана в 1902 году Альфредом Нобелелем в Баку. Позже сейсмологические станции были основаны в Ленкорани, Гяндже , Нахичевани, Шемахе и Мингечевире.
Сообщения о землетрясениях в Азербайджане сохранились с древнейших времен. Первое из дошедших до нас известий о землетрясении датируется 427 годом. В 1139 году разрушительному землетрясению магнитудой 9 баллов подвергся город Гянджа, в результате чего он был частично разрушен. Примечательно, что в результате именно этого землетрясения появилось озеро Гёйгёль. В XIX веке ряд разрушительных землетрясений силой от 7 до 9 баллов произошёл и в городе Шемахе.